# Quiangombe
Quiangombe, também grafada como Kiangombe, é uma vila e comuna angolana que se localiza na província de Cuanza Norte, pertencente ao município de Lucala.